# Lapanga
Lapanga är en ort i Indien.   Den ligger i distriktet Sambalpur och delstaten Odisha, i den centrala delen av landet, 1 000 km sydost om huvudstaden New Delhi. Lapanga ligger 209 meter över havet och antalet invånare är 7 354.
Terrängen runt Lapanga är platt. Runt Lapanga är det ganska tätbefolkat, med 214 invånare per kvadratkilometer. Närmaste större samhälle är Brājarājnagar, 14,2 km nordväst om Lapanga. Trakten runt Lapanga består till största delen av jordbruksmark.